# Dolazak Gota na Balkan
Dolazak Gota na Balkan je događaj od neprocjenjive važnosti za budući povijesni razvoj Europe

## Predigra
Rat Alana i Huna protiv Gota je bio trajao više od dva desetljeća. Ovaj dugotrajni sukob se ne može smatrati sličnim današnjim modernim ratovima pošto u njemu ne bi sudjelovali cijeli narodi nego su neka plemena bila neutralna iako se njihov narod nalazio u ratu. Bez obzira na to rat se priveo svome kraju 375 godine kada su Goti bili poraženi. Istovremeno s tom katastrofom vođe ovog naroda su dobile informacije kako se većina rimske vojske povukla s Balkana kako bi sudjelovala u velikom napadu cara Valensa na Perziju. Koristeći tu situaciju vođe Gotskih plemena Tervinga i Greutinga su poslali veleposlanike caru Valensu kako bi im bilo dopušteno da se nasele unutar Rimskog Carstva.
Kako je tijekom 369 godine sklopljen mir kojim je završen manji rat s Gotima car Valens se nakon 5 godina tamošnjeg mira osjetio dovoljno sigurnim 375 godine da mobilizira sve svoje snage zbog rata s Perzijom. Prve vijesti o nemirima na području barbarskog istoka su došle do Rimljana tijekom zime 375/376 godine ali tome se nije predavala nikakva važnost. Po mitu koji će kasnije stvoriti rimski povjesničari Valens je primivši zahtjev Gota bio oduševljen vidjevši u ovom događaju priliku za sklapanje unosnih poslova i dobivanje novih novaka za svoju vojsku. Ako gledamo povijesne dokumente taj mit nema nikakve veze s realnošću. Na prvu vijest o gotskom veleposlanstvu i njihovim zahtjevima on šalje svoje veleposlanike u Rim kako bi dobio vojnu pomoć Zapadnog Carstva u ovoj krizi. Istovremeno on odgovara pozitivno na "molbu" Gotskog plemena Tervinga da se naseli na Balkanu dok isti zahtjev plemena Greutinga on odbija pokušavajući tako podijeliti Gote na dva dijela.

## Početak rata
Zapovjednik Rimskih snaga na Balkanu je u to vrijeme bio Lupicinus kojega će se potom u mitu o dolasku Gota najčešće optuživati da je izazvao njihovu pobunu. On gotovo odmah izdaje naređenje da Goti Tervinzi praćeni od rimskih snaga trebaju krenuti prema Marciopolu. Kako je ta uredba izazvala nemire Lupicinus povlači snage koje su blokirale prelazak Dunava plemenu Greutinga kako bi bolje kontrolirao Tervinge. Gledajući kako se ovo pleme sporo kreće, a Greutinzi su istovremeno prešli Dunav Lupicinus se odlučuje na pokušaj otmice vođa plemena Trevinga. Danas se pretpostavlja da je to izvršio po direktnom carevom naređenju pošto su rimski zapovjednici između 350 i 375 slične radnje izvršili 4 puta od čega su 3 bila po carevom naređenju koje se nalazilo u pismu što se treba otvoriti kada se stvore određeni uvjeti (u ovom slučaju bi to bilo dolazak Greutinza na Balkan). Pokušaj otmice na jesen 376 godine je bio propao i u svom zadnjem pokušaju da spriječi rat Lupicinus je odlučio napasti glavninu Gotske vojske koja je bila nekoliko puta brojnija. Nakon što je napad propao počeo je rat između Gota (Tervinga i Greutinga) protiv Rimskog Carstva.

## Rat
Posljednja uloga Lupicinusa u ovom ratu je bila prva bitka kod Adrianopola kada su od strane Gota uništene sve rimske mobilne snage na Balkanu. Od tada pa sve do kraja ljeta 377 godine Goti su pljačkali Balkanom bez mogućnosti da osvoje ijedan utvrđeni grad. Rimski odgovor na ovu situaciju se morao čekati sve do rujna 377 godine kada su pomoćne snage Istočnog i Zapadnog Rimskog Carstva vodile nerješenu bitku s Gotima kod mjesta Ad Salices blizu ušća Dunava. Nakon nje rimljani su se povukli kako bi čuvali puteve koje vode preko Balkanskih planina tako da Goti ostanu zatvoreni u svojoj "enklavi". Ta taktika je bila uspješna nekoliko mjeseci dok Goti nisu dobili pomoć od nekoliko plemena Alana i Huna koji su im se htjeli pridružiti u pljački. Na vijest o tim pojačanjima rimljani su se potpuno povukli tako da jedina bitka u ovom razdoblju biva ona kod Carigrada tijekom zime 377/78 kada rimske snage pobjeđuju neprijatelja. Potpuno svjestan opasnosti Valens naređuje sklapanje mira s Perzijom po bilo kojoj cijeni kako bi zajedno s Zapadnim carem Gracijanom mogao sljedeću godinu napasti Gote. Na vijest o mobilizaciji Zapadnog Carstva za rat na Balkanu su odgovorili barbari s Rajne koji napadaju tamošnju oslabljenu rimsku vojsku tako da Gracijan ne može stići na Balkan u doba kao što je bilo zamišljeno. Uvjeren u svoju navodnu brojčanu nadmoć, Valens (snage su bile izjednačene) odlučuje se sam napasti Gote u bitki kod Hadrianopola (9. kolovoza 378.), koju će izgubiti i u njoj poginuti, nakon čega je tim barbarima ponovno omogućeno pljačkati po Balkanu koliko žele.

## Teodozije "Veliki"
Nakon careve smrti Gracijan izabire Teodozija da bude car Istoka s zadatkom pobjede nad Gotima. Od tih zahtjeva zapadnog cara i istočnog pučanstva do ostvarenja proći će mnogo tmurnih godina. Tijekom 379 godine Rimske vojske su izbjegavale sukobe s Gotima pripremajući se za velike vojne operacije godinu dana kasnije. Sljedeće godine Zapadni car je sa svojom vojskom odlučio napasti Gote iz smjera Italije, preko današnje Hrvatske dok je Istočni napao iz smjera Grčke. Gracijan te 380 godine ostvaruje pobjedu nad Greutinzima, dok je Teodozije bio katastrofalno poražen od Trevinga u Tesaliji 380 godine. Nakon ovog poraza Teodozije bježi u Carigrad kako bi osigurao svoj položaj protiv potencijalnih pretendenata (on je dobio carski mandat da pobjedi Gote). Sljedeće godine vojske Zapadnog Rimskog Carstva nastavljaju uspješne vojne operacije izbacujući Gote iz Grčke. Posljednja značajnija vojna operacija tijekom dolaska Gota na Balkan postaje istrebljenje trećeg Gotskog plemena koje je 382 godine zatražilo "dozvolu" da se naseli na Balkanu. Nakon tog "fantastičnog" vojnog uspjeha 3. listopada 382. dolazi do zaključenja mira kojim se potvrđuje pravo Gota da u miru žive na području Balkana u rimskoj provinciji Traciji te su postali foederatima.